# Dadafon
Dadafon ist eine Jazz-Rock-Band aus Trondheim (Norwegen).
Die Band um die Sängerin Kristin Asbjørnsen wurde 1995 unter dem Namen Coloured Moods gegründet und im Jahr 2000 in Dadafon umbenannt. Die Musik der Band ist eine Mischung aus Jazz, Rock und Popmusik, häufig gemischt mit Elementen afrikanischer Musik. Bisher waren Dadafon kommerziell wenig erfolgreich, werden von den Kritikern aber hoch gelobt. Das erste Album der Band mit dem Titel Coloured Moods wurde 1995 veröffentlicht, das aktuelle Album Lost Love Chords 2005.

## Bandgeschichte
Die Band wurde 1995 von dem Schlagzeuger Martin Smidt in Trondheim (Norwegen) unter dem Namen Coloured Moods (dt. Farbige Stimmungen) gegründet. Neben Smidt gehörten Kristin Asbjørnsen (Mitglied der Vokalformation Kvitretten), Carl Haakon Waadeland, Jostein Ansnes and Bjørn Ole Solberg zur Band. Das erste Album der Band wurde 1998 bei dem Plattenlabel RIM records, es trug den Namen der Band als Titel. Asbjørnsen sang die Lieder des Albums in einer selbst ausgedachten Sprache.
Im Herbst 2000 änderte die Band ihren Namen in Dadafon. 2001 veröffentlichten sie ihr zweites Album And I Can’t Stand Still (dt. Und ich kann nicht still stehen). Die Musik ist inspiriert von traditioneller afrikanischer Musik aus Gambia, Mali und Ghana sowie afro-amerikanischen Spirituals.
2002 verlassen Dadafon ihre Plattenfirma RIM Records und wechseln zu Via Music. Bei der EP Release me (dt. Befreie mich), die im Vorfeld des neuen Albums erschien, wurde Dadafon von dem Cellisten Øyvind Engen verstärkt. Die meisten Texte stammen von Asbjørnsen, zudem wurde Texte der viktorianischen Poeten Elisabeth Barrett Browning, Christina Rosetti und Walt Whitman vertont.
Das neue Album Visitor (dt. Besucher) wurde am 3. Oktober 2002 veröffentlicht. Das Album wurde von der Presse hoch gelobt und brachte Dadafon eine Nominierung für die norwegischen Spellemannprisen Auszeichnung ein. Bei der Verleihung des Alarm Award gewannen sie einen Preis in der Kategorie Jazz. Nach der Veröffentlichung von Visitor wird der Bassist Eirik Øien festes Mitglied der Band, während die Schlagzeuger und Perkussionisten Waadeland und Smidt die Band verlassen. Smidt wird ersetzt durch Kenneth Kapstad.

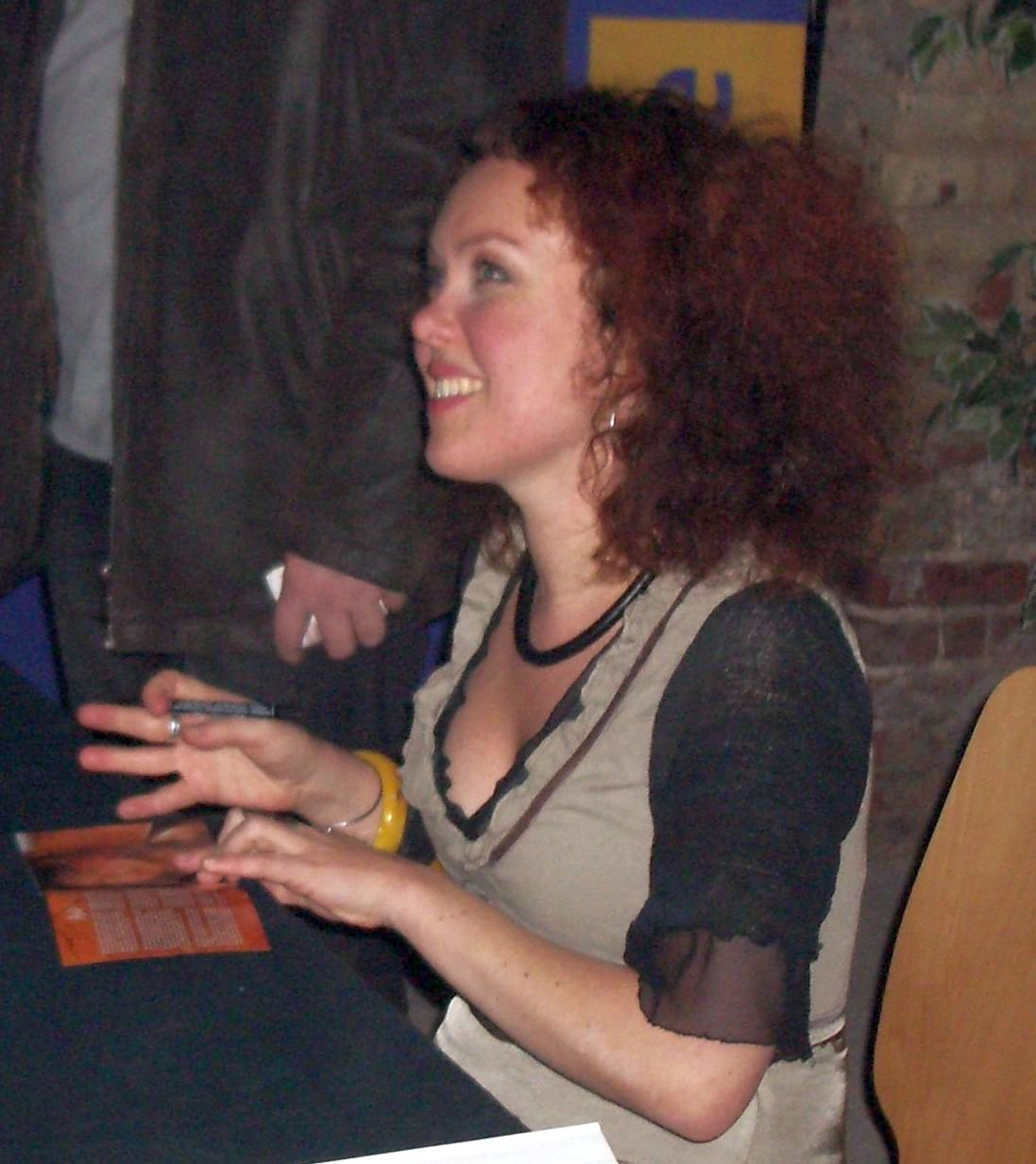
Sängerin Kristin Asbjørnsen (2008)

2003 spielten Dadafon über 40 Konzerte, sowohl in Norwegen als auch im Ausland. Im September des Jahres bauten sie ihr eigenes Studio in den Hafenanlagen von Trondheim und nahmen die Single And so we have to say goodbye. Zur selben Zeit unterschrieben sie einen Vertrag bei Universal Music Norway. Das Album Harbour (dt. Hafen) wurde im Herbst 2003 aufgenommen. Das Album führt das musikalische Konzept von Visitor weiter, diesmal jedoch mit einer Verstärkung der Rhythmussektion.
Am 29. August 2005 veröffentlichten Dadafon ihr fünftes Album mit dem Titel Lost Love Chords (dt. Verlorene Liebesakkorde). Der größte Teil der Lieder stammt aus der Feder von Kristin Asbjørnsen, wobei sich diesmal auch die anderen Mitglieder der Band stärker beteiligten. Die Lieder I wish to weep (dt. Ich möchte weinen) und Slow day (dt. Langsamer Tag) wurden für den Film Factotum des norwegischen Regisseurs Bent Hamer verwendet. Der Film behandelt das Leben von Charles Bukowski (in Form seines literarischen Alter Egos Henry „Hank“ Chinaski). Beide Lieder sind vertonte Gedichte von Bukowski. Zudem vertonten Dadafon auch Gedichte der norwegischen Poeten Anne Bøe und Tale Næss.

## Diskografie
- 1998: Coloured Moods (als Coloured Moods, RIM Records)
- 2001: And I Can’t Stand Still (RIM Records)
- 2002: Release Me (EP, Via Music)
- 2003: Visitor (Via Music)
- 2004: Harbour (Universal/Emarcy)
- 2005: Lost Love Chords (Universal/Emarcy)

## Auszeichnungen
- 2002: Alarm Award (norwegischer Musikpreis) in der Kategorie Jazz.